# Jersey (Arkansas)
Jersey es una comunidad no incorporada en el condado de Bradley, Arkansas, Estados Unidos. Está situado a una elevación de 49 metros sobre el nivel del mar.